# Briard (musikgrupp)
Briard var ett finskt punkband i slutet av 1970-talet. Gruppen har fått äran av att ge ut den första punksingeln (1977) i Finland. Briard grundades av Räkä Malmi (Pete Malmi) och Antti Hulkko (Andy McCoy). De gjorde comeback 1983 och 1996.

## Punken föds
Briard grundades 1977 av den 14 år gamla gitarristen Antti Hulkko (som senare under namnet Andy McCoy skulle bli gitarrist i Hanoi Rocks) och sångaren Pete ”Räkä” Malmi i Helsingfors, Finland. Namnet togs från Petes hund, som var av rasen briard. I början hette bandet Philadelphia Motherfuckers. Andra medlemmar var Anttis bror Ilkka Hulkko på bas och Sidi Vainio på trummor.
Samma år spelade Briard in Finlands första punklåt, I Really Hate Ya. Den fick ingen större ekonomisk succé, men banade väg för en helt ny typ av musikkultur i Finland. Förebilderna var naturligtvis Sex Pistols, Iggy Pop och Ramones. Gruppens andra singel blev deras största hit. Men det var nära att Fuck The Army inte alls skulle ha släppts, eftersom det fanns instanser som tyckte att dess budskap var alltför kontroversiellt i ett land som ännu hade Vinterkriget i relativt färskt minne.
Bandet gav inte ut någon LP i det här skedet, men spelade flitigt i Helsingfors. På scenen kompades de ibland av Matti Fagerholm (Michael Monroe) på bas. I ett skede erbjöd Antti platsen som ordinarie basist i Briard åt Matti.
Efter stridigheter med Räkä lämnade Andy bandet 1979 för att spela med Pelle Miljoona, Finlands hetaste namn i musiklivet på den tiden. För en kort tid övertog Jan Stenfors (Nasty Suicide) Andys plats, men gick sedan över till Hanoi Rocks.

## Comeback I & II
1983 gjorde Briard en blixtcomeback, då Andy McCoy tog sig tid att vid sidan om Hanoi Rocks spela in Briards första LP, som till största delen bestod av låtar de spelat på 1970-talet, häribland titelspåret Miss World. 
Den andra comebacken blev tretton år senare, 1996, då Andy och Räkä gick ihop med Andys fru Angela Nicoletti (bakgrundssång, keyboards), Archie (bas, känd från 69 Eyes) och Jussi Jetson (trummor, känd från 69 Eyes) för att spela in skivan Andy McCoy & Pete Malmi: Briard. Låtmaterialet bestod av både gamla och nya låtar. Skivan togs emot med viss skepsis eftersom punken redan hade passerat sina glansdagar.

## Briards betydelse
På inget sätt var Briard musikaliskt eller låtskrivarmässigt högklassiga. Räkä Malmis ”sång” kunde inte mäta sig med exempelvis Johnny Rotten och Andys gitarr var ännu inte riktigt av Hanoi-kaliber.
På något sätt har Briard ändå lyckats klibba sig fast i det finska rockmedvetandet, kanske delvis på grund av att Andy skrutit så mycket om dem. Men Briard spelade in den första punklåten i Finland och banade så väg för större band som Pelle Miljoona Oy, Eppu Normaali och Maukka Perusjätkä, med vilka Briard aldrig kommer att kunna mäta sig i fråga om skivförsäljning och berömmelse. Men så var Briard kanske också det skitigaste och mest punkiga av alla banden i Finland.

## Medlemmar
1977-1979 (grundande medlemmar)
- Antti Hulkko (gitarr)
- Pete Malmi (sång)
- Ilkka Hulkko (bas)
- Sidi Vainio (trummor)

1979
- Jan Stenfors (gitarr)
- Pete Malmi (sång)
- Ilkka Hulkko (bas)
- Sidi Vainio (trummor)

1983
- Fyll gärna i...

1996 (andra comebacken)
- Andy McCoy (gitarr, keyboards)
- Pete Malmi (sång)
- Angela Nicoletti (bakgrundssång, synth, slaginstrument)
- Archie (bas)
- Jussi Jetson (Jussi 69)(trummor)

## Diskografi
Singlar
- I Really Hate Ya/I Want You Back (Delta/1977)
- Fuck The Army/Product Of The TV Generation (Poko/1978)
- Chirpy Chirpy Cheep Cheep/Superstars (Love/1979)
- Rockin' On The Beach/Miss World (Love/1979)
- Fuck The Army (RCA/BMG/1996)
- River Of Dreams (RCA/BMG/1996)

EP:n/Album
- Backstreet Boys/I Want You Back/Miss World/Fuck The Army/Superstars (Johanna/?)
- Miss World (Johanna/1983)
- Andy McCoy & Pete Malmi: Briard (RCA/BMG/1996)